# Norden (by)
 For alternative betydninger, se Norden (flertydig). (Se også artikler, som begynder med Norden)
Norden (plattysk: Nörden) er en by i Landkreis Aurich i tyske delstat Niedersachsen i det nordvestlige Tyskland. Norden ligger ved Nordsøkysten i det historiske landskab Ostfriesland. Byen har ca 25.000 indbyggere og er dermed Ostfrieslands fjerde største by.

## Geografi
Byen Norden ligger i den Nordtyske Slette ved kysten. Nordens indre by er bygget på landskabstypen gest, mens størstedelen af byen i øvrigt ligger inden for marsklandet. Volde er blevet bygget for at beskytte byen mod oversvømmelser ved højvande og stormfloder. Langs byens kyst ligger en 27 kilometer lang beskyttelsesvold mod Vadehavet. Store dele af byen ligger på samme niveau som havet, hvilket medfører, at området kontinuerligt skal afvandes. Dele af den nuværende by ligger på gammel havbund. En af de senest indvundne landområder er bydelen Leybuchtpolder, som tørlagdes 1947-1950 gennem byggeriet af et dige, Störtebekerdeich. Byen har under årenes løb været ramt af flere stormfloder.

## Historie
Byen grundlagdes i 1200-tallet og regnes som Ostfrieslands ældste stad. Byens historie har været præget af nærheden til havet. Norden havde længe en egen handelsflåde, som gav den en god økonomi, især i 1700-tallet. 1531 ødelagde styrker under ledelse af Junker Balthasar af Esens store dele af byen. I 1744 blev Norden preussisk, og under Napoleonkrigene tilhørte den Kongeriget Holland og der efter Frankrig. Efter Wienerkongressen kom Norden under kongeriget Hannover, og i 1866 blev byen atter preussisk. I 1862 nåede jernbanen til Norden, og i 1905 grundlagdes kystradiostationen Norddeich Radio.
Under Krystalnatten 1938 ødelagdes synagogen i Norden. Efter 2. verdenskrigs afslutning kom et stort antal flygtninge til Norden.
I 1972 gennemførtes en kommunalreform, og i 1977 blev Norden en del af distriktet Aurich. Det gamle distrikt Norden benævnes Altkreis Norden.

## Næringsliv
Regionen omkring Norden præges af landbrug og turisme. Cirka 80 % af kommunens areal er landbrugsland. Især tidligere havbundsområder er meget frugtbare. Lige uden for Norden ligger badestedet Norddeich, hvorfra færger har forbindelser til de østfrisiske øer Norderney og Juist. Norden er forbundet med det tyske jernbanenet ved stationer i både Norden og Norddeich.
I Norden produceres blandt andet den østfrisiske nationaldrik te. Tidligere produceredes brændevinen Doornkaat og skrivemaskiner af mærket Olympia i Norden.

## Kultur
Nordens centrum udgøres af det store torv Marktplatz, omkring hvilket et stort antal historiske bygninger er beliggende, blandt andre Ludgerikirken fra 1200-tallet, de tre sammenbyggede renæssancehuse Dree Süsters og det gamle rådhus. Blandt museerne kan især nævnes temuseet. Te er Østfrislands nationaldrik, og en særlig tekultur er udviklet.
Den svenske dronning Kristinas livlæge Hermann Conring kom fra Norden.